# Wild Guns
Wild Guns — видеоигра в жанре интерактивного тира, разработанная компанией Natsume в 1994 году эксклюзивно для игровой консоли Super Nintendo Entertainment System.
Действие игры происходит в альтернативной вселенной, совмещающей обстановку Дикого Запада и элементы научной фантастики, в частности роботов.

## Игровой процесс
Действие игры происходит на одноэкранных уровнях, на которых игрок или два игрока должны уничтожать различных противников, а также боссов. В начале игры доступен выбор из двух персонажей — охотника за головами Клинта и девушки Энни. Игровой процесс напоминает игру Cabal — герои перемещаются по горизонтали в нижней части экрана и должны избегать попадания медленно летящих пуль противника. Игрок управляет одновременно своим героем и прицелом, указывающим направление стрельбы.